# Danila Pavlov
Danila Pavlov (né en 2002) est un joueur et solutionniste d'échecs russe. Il est Maître FIDE (pour le jeu à l'échiquier) et Grand maître international de résolution de problèmes d'échecs.
Il a remporté trois fois le championnat du monde de solutions de problèmes d'échecs (de 2021 à 2023) et deux fois le championnat d'Europe (2019 et 2022).